# 三庚酸甘油酯
三庚酸甘油酯或称为三庚精（英語：Triheptanoin）是一种三酸甘油酯，分子式C24H44O6，在美国以Dojolvi为商品名出售。

## 合成
三庚酸甘油酯可由甘油（丙三醇）和庚酰氯在三乙胺存在下、N,N-二甲基-4-氨基吡啶催化下于二氯甲烷中反应得到。